# 张国栋 (1951年)
张国栋（1951年5月—），男，汉族，河北任丘人，中华人民共和国政治人物。曾任霸州市委书记，唐山市人民政府市长，唐山市人大常委会主任。